# S3 Trio

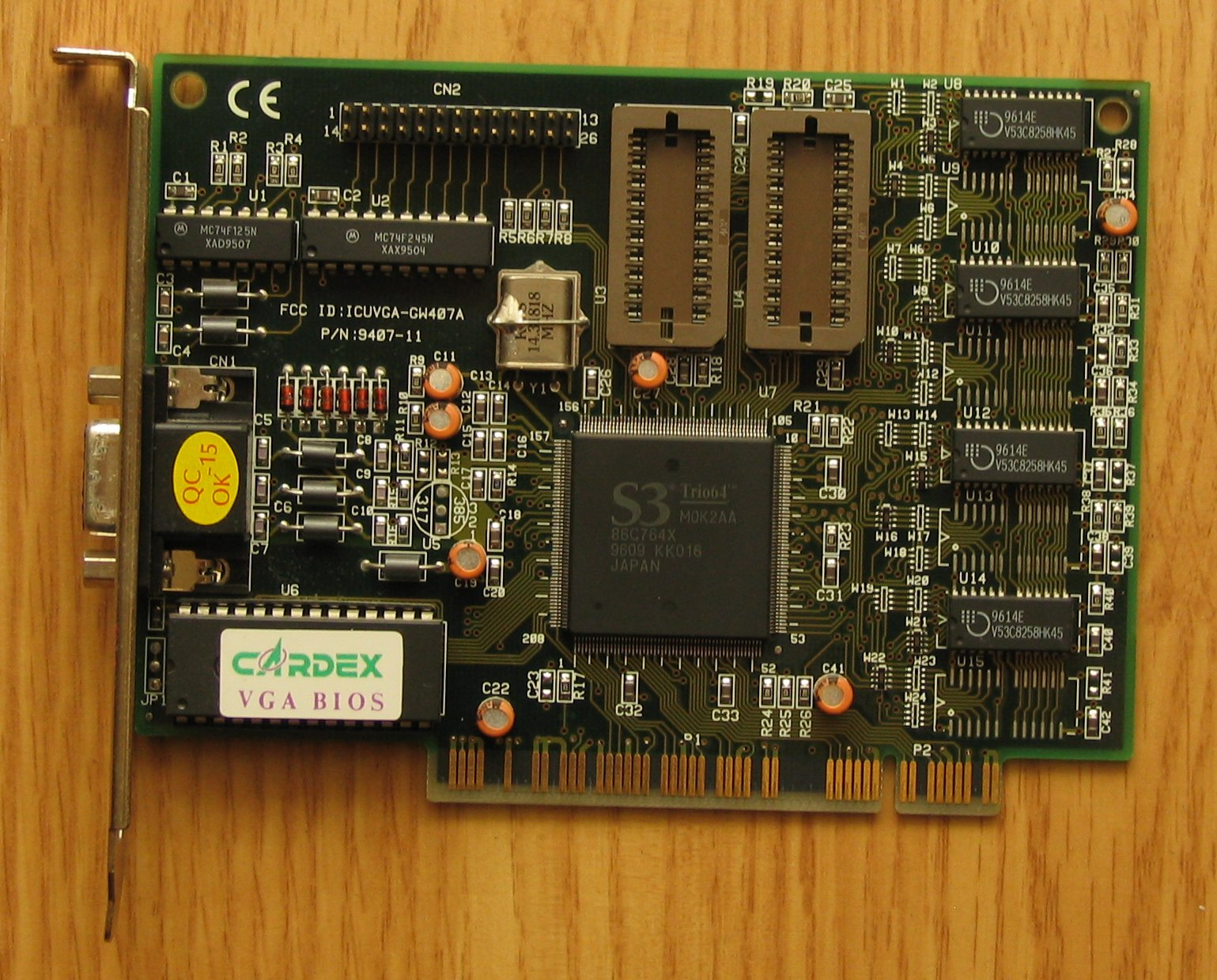
Trio 64

S3 Trio（エススリー トリオ）はS3社の廉価向けビデオチップのシリーズ名。かつては低価格機向けに広く採用された。

## 概要
Trioシリーズは低価格向けビデオチップとしてVision 864をベースに開発された。RAMDACを統合してワンチップ化するなどの低価格化が行われている。
低価格な割に一通りの2Dアクセラレーションを搭載していたためにメーカー製を中心に広く採用されたが、グラフィックチップの基本性能の高性能化により後継のSavageシリーズに移行した。その後も低価格向けに存続していたが、インテルが投入したグラフィック統合チップセット Intel 810の普及以降、オンボードビデオチップ・プリインストールビデオカードの需要が激減し、消滅した。

## 主なシリーズ

### Trio 64

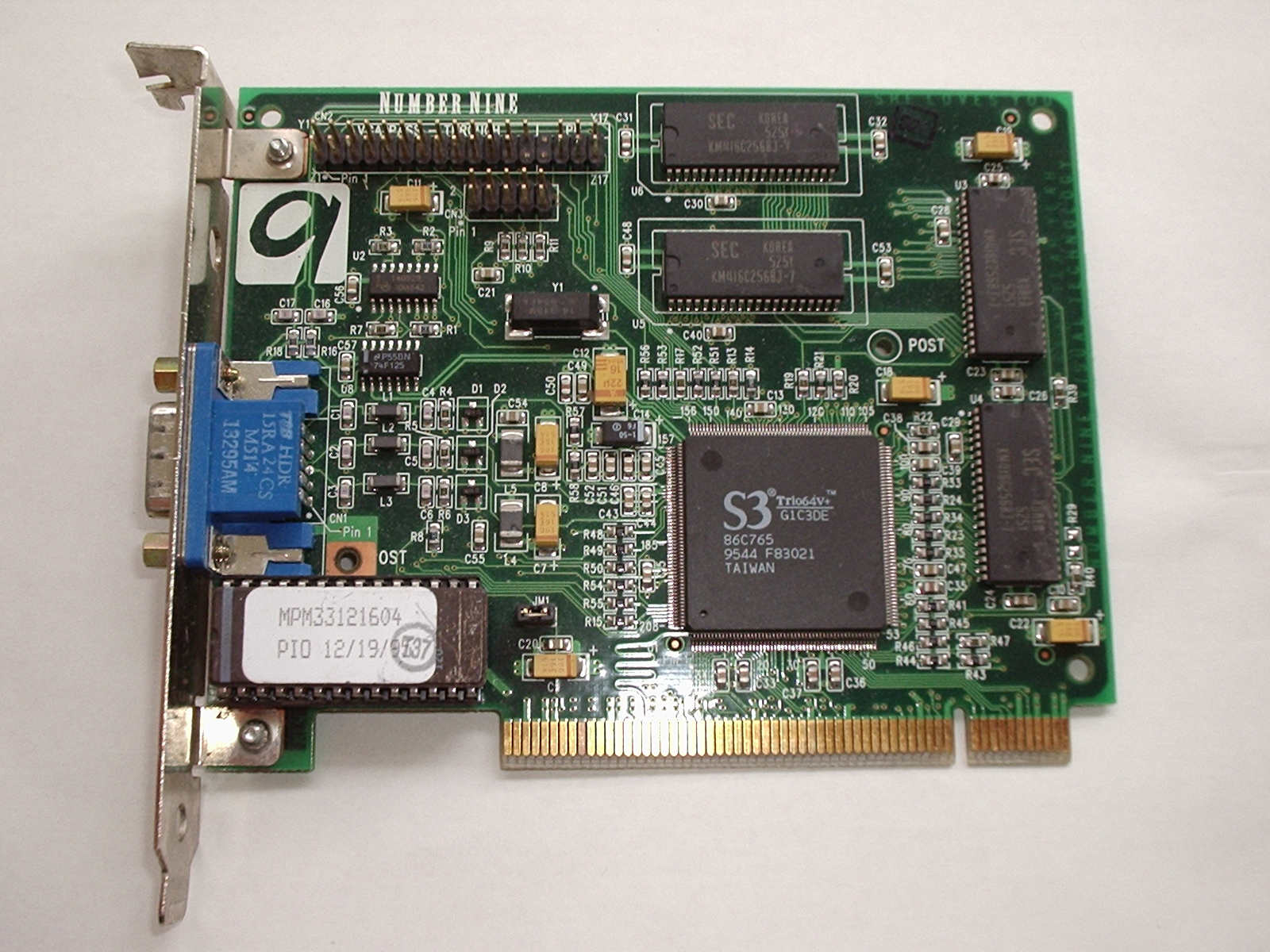
Trio64V+

Trio 64はTrioシリーズの基本となる製品であり、64ビットメモリバスで接続されたEDO DRAMを4MBまでサポートする。インタフェースはPCI。
後のモデルで動画再生機能の搭載や若干の高速化が行われている。実際には2MB分のメモリを搭載し、空きソケットを搭載した製品が多く流通した。
- Trio 64 (86C764)
- Trio 64V+ (86C765)
- Trio 64UV+ (86C767)
- Trio 64V2/DX (86C775)
- Trio 64V2/GX (86C785)

### Trio 32
Trio 32はTrio 64をベースにメモリバスを32ビットに削減した廉価モデル。EDO DRAMを2MBまでサポートする。
- Trio 32 (86C732)

### Trio 3D

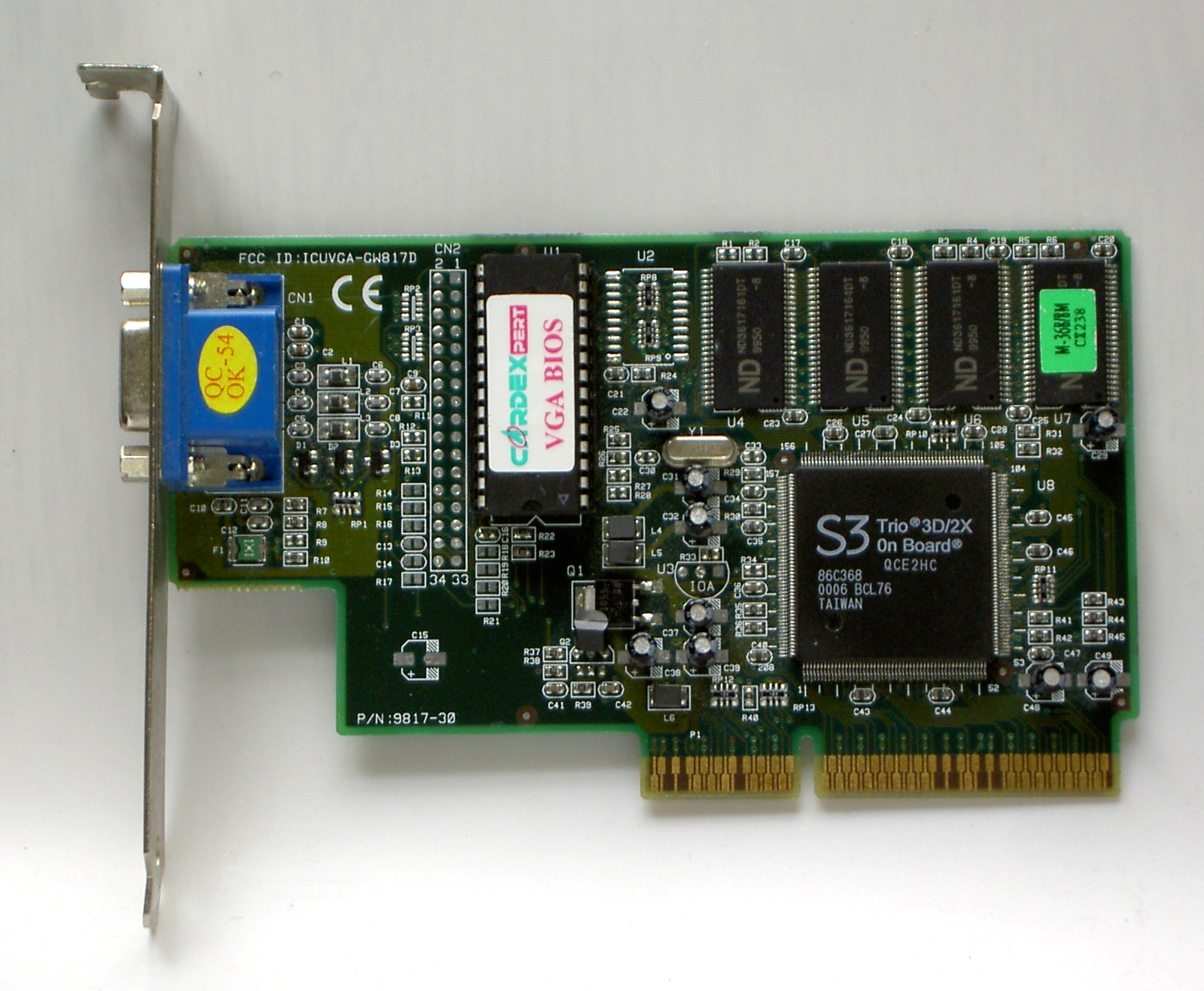
Trio 3D/2x

Trio 3DはTrio 64シリーズの後継製品であり、インタフェースはAGPに対応する。
後にAGP 2xに対応したTrio 3D/2xが投入され、これがTrioシリーズの最終製品となった。Trio 3D/2xでは2系統のハードウェアオーバーレイに対応する。
- Trio 3D (86C365/366)
- Trio 3D/1x (86C360)
- Trio 3D/2x (86C362/368)

## 仮想環境におけるTrio
マイクロソフトが提供するVirtual PCにおいては仮想環境中のグラフィックアダプタとしてTrio64 / 32が採用されている。